# Библиотека „Св. Петка Параскева“ Крупањ
Библиотека „Св. Петка Параскева” основана је при храму Успења Пресвете Богородице у Добром Потоку. Најстарија књига ове библиотеке је „шестодњевје”, штампано у Москви 1762. године. Година штампања се прославља као годишњица настајања.

## Историјат
Најстарија црква у Рађевини, посвећена Успењу Пресвете Богородице у Добром Потоку, упркос многим страдањима и разарањима, успела је да сачува многе вредне црквене богослужбене књиге из 18. и 19. века. Од онога што је сачувано данас, већину чине књиге пореклом из Русије, добијене на поклон током бурних историјских времена.
Пред Други светски рат, одлуком Црквене општине Добри Поток, у свом парохијском дому у Крупњу, оснују малу библиотеку. Та библиотека је поделила судбину Крупња, када је немачка казнена експедиција спалила град и сам дом са књигама и богатом црквеном архивом. После рата било је покушаја да се обнови библиотека. Током 1958. године умировљени бивши добропоточки свештеник Петар Грујичић из Шапца понудио је на продају своју личну библиотеку, али одлуком Епархијског управног одбора средства су упућена на обнову храма.
Тек 1997. године поново је основана библиотека, коју је као своју задужбину основао свештеник Александар Ђурђев, поклонивши из своје личне библиотеке која броји неколико хиљада књига део Добропоточкој цркви. Први дародавац основаној библиотеци био епископ шабачки Лаврентије, са преко сто књига. Као дародавци прикључили су се многе владике, издавачке куће, појединци, али и Народна библиотека Србије у Београду.

## Библиотека данас
Данас библиотека броји око 7.000 књига, која поред библиотечке делатности у издавању књига на читање, има и мисију да прикупља и поклања књиге разним установама. Уз благослов епископа Лаврентија овим путем поклоњено неколико хиљада књига.